# Cortazzone
Cortazzone – miejscowość i gmina we Włoszech, w regionie Piemont, w prowincji Asti.
Według danych na styczeń 2009 gminę zamieszkiwało 679 osób przy gęstości zaludnienia 65,5 os./1 km².

## Bibliografia

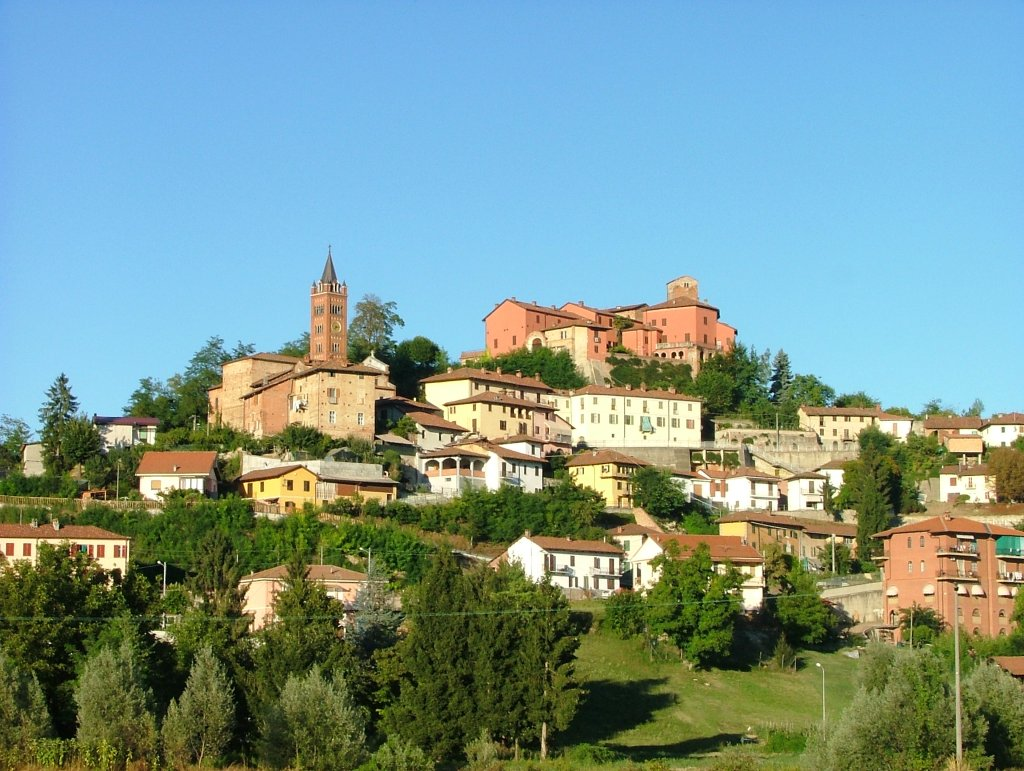
Panorama